# Shangguan, Guangdong
Shangguan är en köping i sydöstra Kina. Den ligger i Dongyuan härad i staden Heyuan i provinsen Guangdong, omkring 210 kilometer nordost om provinshuvudstaden Guangzhou. Antalet invånare är 25 614. Befolkningen består av 12 681 kvinnor och 12 933 män. Barn under 15 år utgör 24,0 %, vuxna 15-64 år 63 %, och äldre över 65 år 11,0 %.